# Nemotelus svenhedini
Nemotelus svenhedini är en tvåvingeart som beskrevs av Lindner 1933. Nemotelus svenhedini ingår i släktet Nemotelus och familjen vapenflugor. Inga underarter finns listade i Catalogue of Life.